# Jen-Hsun Huang

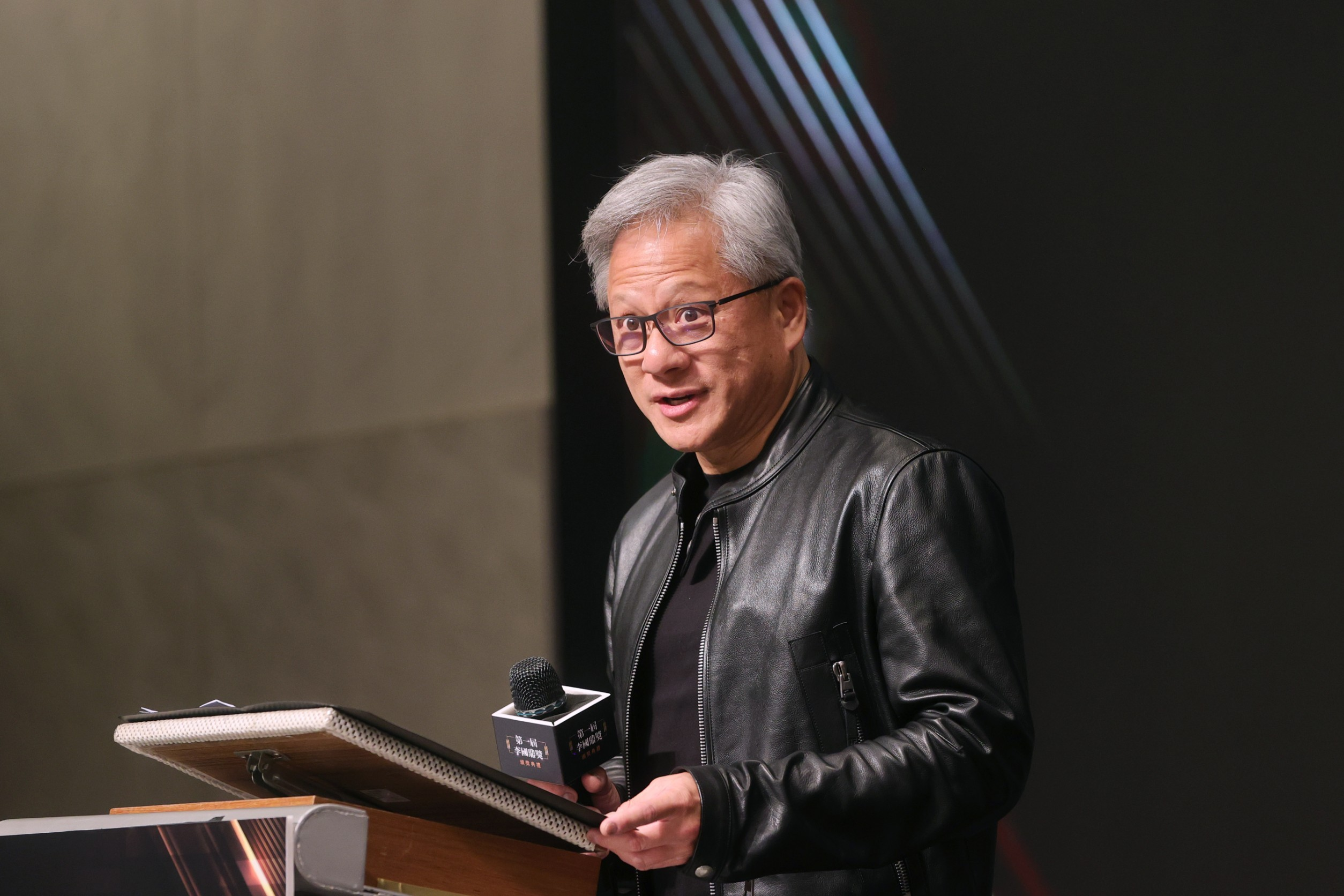
Jen-Hsun Huang zur Verleihung des K.T. Li Award in Taiwan (2023)

Jen-Hsun Huang (chinesisch 黃仁勳 / 黄仁勋, Pinyin Huáng Rénxūn; * 17. Februar 1963 in Tainan), auch Jensen Huang, ist ein taiwanisch-US-amerikanischer Unternehmer und Manager.
Huang war 1993 Mitbegründer des Grafikprozessorherstellers Nvidia und ist seitdem CEO des Unternehmens. Im Mai 2023 wurde sein Vermögen auf ca. 35 Milliarden US-Dollar geschätzt. Im November 2024 sprang der Wert seiner Anteile bei Nvidia durch den Boom bei KI auf 123 Milliarden US-Dollar, womit Huang nach Stand Mitte 2024 zu den neun reichsten Menschen gehört.

## Leben
Huang wurde in der Küstenstadt Tainan in Taiwan geboren. Seine Familie lebte eine Zeit lang in Thailand, wanderte dann in die USA aus, zog erst nach Kentucky und später nach Oregon. Er absolvierte die Aloha High School bei Portland. Huang erhielt 1984 seinen Bachelor in Elektrotechnik von der Oregon State University und 1992 seinen Master in Elektrotechnik von der Stanford University. Nach dem College war er Direktor bei LSI Logic und Mikroprozessordesigner bei AMD. An seinem 30. Geburtstag wurde er 1993 zum Mitbegründer des Grafikprozessorherstellers Nvidia, den er seitdem leitet. Unter Huang wurde Nvidia zu einer dominierenden Kraft in der Grafikchipindustrie. Im Jahr 2019 betrug seine Vergütung als CEO 13,6 Millionen US-Dollar. Da er Anteile an Nvidia hält, das 1999 an die Börse ging, ist er Milliardär.
2024 wurde Huang in die National Academy of Engineering gewählt und Fellow des Computer History Museum. 2025 erhielt er den Queen Elizabeth Prize for Engineering.

## Vermögen und Spenden

### Vermögen
Stand Juli 2025 hat er ein Vermögen von 150 Milliarden US-Dollar.

### Spenden
Huang spendete der Stanford University 30 Millionen US-Dollar für ein Ingenieurzentrum und der Oregon Health & Science University 5 Millionen US-Dollar für ein Krebsforschungslabor.
Im Jahr 2022 spendete Huang 50 Millionen US-Dollar an seine Alma Mater, die Oregon State University. Dies war ein Teil einer 200 Millionen US-Dollar Spende für die Gründung eines Supercomputing-Instituts auf dem Campus der Universität.

## Sonstiges
Huang ist mit Lori Huang verheiratet und Vater von zwei Kindern. Huang und AMD-Chefin Lisa Su sind verwandt. Seine Mutter ist die jüngste Schwester von Sus Großvater mütterlicherseits, wodurch sie Cousins zweiten Grades sind.
Er trägt das Firmenlogo von Nvidia als Tätowierung auf seinem Oberarm.
Er sprich neben Englisch auch Taiwanisch und ist Staatsbürger der Republik China. In seinem Geburtsland hat Huang den Status eines Superstars erlangt.
Nach ihm ist das Huangs Gesetz benannt, eine Art Nachfolger von Moores Gesetz. Das huangsche Gesetz besagt, dass sich die Leistung von Computerchips, die künstliche Intelligenz antreiben, unabhängig von ihrem technischen Aufbau alle zwei Jahre mehr als verdoppelt.

## Fußnote
1. ↑  
Der  K.T. Li Award (chinesisch 李國鼎獎 / 李国鼎奖) benannt nach dem chinesischen Ökonom und Politiker Li Kwoh-ting (李國鼎 / 李国鼎,  Lǐ Guódǐng; 1910–2001).

| Personendaten    | Personendaten |
| ---------------- | --- |
| NAME             | Huang, Jen-Hsun |
| ALTERNATIVNAMEN  | Huang, Jensen; Huang, Jen-Hsun Jensen (vollständiger Name); Huáng, Rénxūn (Pinyin); N̂g, Jîn-hun (Pe̍h-ōe-jī); Wong4, Jan4fan1 (Jyutping); 黃仁勳 (Geburtsname, chinesisch, Langzeichen); 黄仁勋 (Geburtsname, chinesisch, Kurzzeichen) |
| KURZBESCHREIBUNG | taiwanisch-US-amerikanischer Unternehmer und Manager |
| GEBURTSDATUM     | 17. Februar 1963 |
| GEBURTSORT       | Tainan, Taiwan |